# Dave Benton
Dave Benton (* 31. Januar 1951 auf Aruba, Niederländische Antillen) ist ein in Estland lebender Popsänger.

## Musikalische Karriere
Dave Benton wurde unter dem Namen Efren Eugene Benita auf Aruba geboren und siedelte als junger Erwachsener in die USA über. Als Schlagzeuger und Sänger arbeitete er unter anderem mit The Drifters, Tom Jones, Billy Ocean, José Feliciano und The Platters zusammen.
In den 1980er Jahren lernte er in den Niederlanden seine künftige estnische Frau Maris kennen. 1997 zog Benton dauerhaft nach Estland. Er war anschließend als Musiker und Sänger in Nordeuropa, besonders im Baltikum erfolgreich tätig. Benton trat in Deutschland unter anderem im Musical City Lights auf. Unter anderem veröffentlichte er auch ein Album in seiner Muttersprache Papiamentu.

## Eurovision Song Contest
Anfang 2001 gewann er mit dem Lied Everybody zusammen mit dem estnischen Rocksänger Tanel Padar und der Band 2XL zuerst den estnischen Vorentscheid und dann den Eurovision Song Contest 2001 in Kopenhagen.